# Tesfaye Eticha
Tesfaye Eticha, né le 27 juin 1974 à Waliso, est un athlète suisse d'origine éthiopienne, spécialiste des courses de fond. Il détient, en 2016, le record de victoires sur les marathons de Lausanne (7 victoires) et de Genève (4 victoires), en Suisse.

## Biographie
Il s'illustre également dans les courses de montagne en remportant Sierre-Zinal en 1996 pour sa première participation et quatre fois le marathon de la Jungfrau entre 2002 et 2006.
Il arrive en Suisse en 1998 à Genève et obtient la nationalité suisse en 2011 après de nombreuses demandes. Il vit depuis à Petit-Lancy.
Il est en 2016 l'entraîneur du coureur suisse Julien Lyon et de son épouse Helen Tola.

## Palmarès

### Route
| Année | Compétition          | Lieu      | Place | Épreuve          | Temps           |
| ----- | -------------------- | --------- | ----- | ---------------- | --------------- |
| 1994  | Marathon d'Amsterdam | Amsterdam | 1er   | Marathon         | 2 h 15 min 56 s |
| 1994  | Marathon de Palerme  | Palerme   | 2e    | Marathon         | 2 h 16 min 13 s |
| 1997  | Marathon de Rome     | Rome      | 5e    | Marathon         | 2 h 14 min 25 s |
| 1997  | Ocean State Marathon | Warwick   | 1er   | Marathon         | 2 h 20 min 15 s |
| 1998  | Marathon de Lausanne | Lausanne  | 1er   | Marathon         | 2 h 16 min 34 s |
| 1998  | Ocean State Marathon | Warwick   | 2e    | Marathon         | 2 h 19 min 6 s  |
| 1999  | Grand Prix de Berne  | Berne     | 2e    | 10 miles         | 49 min 3 s      |
| 1999  | Greifenseelauf       | Uster     | 2e    | Semi-marathon    | 1 h 3 min 36 s  |
| 1999  | Marathon de Lausanne | Lausanne  | 1er   | Marathon         | 2 h 12 min 48 s |
| 1999  | Corrida bulloise     | Bulle     | 3e    | Course populaire | 24 min 12 s     |
| 2000  | Marathon de Madrid   | Madrid    | 2e    | Marathon         | 2 h 16 min 21 s |
| 2000  | Morat-Fribourg       | Fribourg  | 3e    | Course populaire | 54 min 26 s     |
| 2000  | Marathon de Lausanne | Lausanne  | 1er   | Marathon         | 2 h 16 min 25 s |
| 2001  | Marathon de Dubaï    | Dubaï     | 2e    | Marathon         | 2 h 13 min 37 s |
| 2001  | Course de Chiètres   | Chiètres  | 2e    | 15 kilomètres    | 47 min 22 s     |
| 2001  | Marathon de Paris    | Paris     | 5e    | Marathon         | 2 h 10 min 33 s |
| 2001  | Grand Prix de Berne  | Berne     | 3e    | 10 miles         | 49 min 58 s     |
| 2001  | Marathon de Berlin   | Berlin    | 9e    | Marathon         | 2 h 11 min 19 s |
| 2001  | Morat-Fribourg       | Fribourg  | 2e    | Course populaire | 53 min 39 s     |
| 2001  | Marathon de Lausanne | Lausanne  | 1er   | Marathon         | 2 h 12 min 38 s |
| 2002  | Course de Chiètres   | Chiètres  | 3e    | 15 kilomètres    | 45 min 31 s     |
| 2002  | Marathon de Paris    | Paris     | 8e    | Marathon         | 2 h 10 min 14 s |
| 2002  | Grand Prix de Berne  | Berne     | 2e    | 10 miles         | 48 min 34 s     |
| 2002  | Morat-Fribourg       | Fribourg  | 1er   | Course populaire | 52 min 55 s     |
| 2002  | Marathon de Lausanne | Lausanne  | 1er   | Marathon         | 2 h 11 min 22 s |
| 2002  | Corrida bulloise     | Bulle     | 1er   | Course populaire | 23 min 34 s     |
| 2002  | Course de l'Escalade | Genève    | 3e    | Course populaire | 20 min 41 s     |
| 2002  | Course Titzé de Noël | Sion      | 1er   | Course populaire | 21 min 23 s     |
| 2003  | Course de Chiètres   | Chiètres  | 1re   | 15 kilomètres    | 45 min 4 s      |
| 2003  | Marathon de Zurich   | Zurich    | 1er   | Marathon         | 2 h 10 min 58 s |
| 2003  | Morat-Fribourg       | Fribourg  | 2e    | Course populaire | 52 min 47 s     |
| 2003  | Marathon de Lausanne | Lausanne  | 1er   | Marathon         | 2 h 10 min 4 s  |
| 2003  | Corrida bulloise     | Bulle     | 1er   | Course populaire | 23 min 11 s     |
| 2003  | Course de l'Escalade | Genève    | 3e    | Course populaire | 20 min 41 s     |
| 2003  | Course Titzé de Noël | Sion      | 2e    | Course populaire | 21 min 11 s     |
| 2004  | Marathon de Zurich   | Zurich    | 2e    | Marathon         | 2 h 13 min 58 s |
| 2004  | Corrida bulloise     | Bulle     | 2e    | Course populaire | 23 min 41 s     |
| 2004  | Marathon de Florence | Florence  | 5e    | Marathon         | 2 h 17 min 1 s  |
| 2004  | Course Titzé de Noël | Sion      | 1er   | Course populaire | 21 min 40 s     |
| 2005  | Marathon de Houston  | Houston   | 5e    | Marathon         | 2 h 24 min 57 s |
| 2005  | Marathon de Genève   | Genève    | 1er   | Marathon         | 2 h 15 min 29 s |
| 2005  | Grand Prix de Berne  | Berne     | 3e    | 10 miles         | 49 min 0 s      |
| 2005  | Basel-City Marathon  | Bâle      | 1er   | Marathon         | 2 h 13 min 46 s |
| 2005  | Morat-Fribourg       | Fribourg  | 3e    | Course populaire | 54 min 19 s     |
| 2005  | Marathon de Lausanne | Lausanne  | 1er   | Marathon         | 2 h 12 min 41 s |
| 2006  | Marathon de Zurich   | Zurich    | 1er   | Marathon         | 2 h 12 min 40 s |
| 2006  | Marathon de Genève   | Genève    | 1er   | Marathon         | 2 h 15 min 31 s |
| 2006  | Marathon de Lausanne | Lausanne  | 2e    | Marathon         | 2 h 15 min 27 s |
| 2007  | Marathon de Genève   | Genève    | 1er   | Marathon         | 2 h 18 min 36 s |
| 2008  | Marathon de Zurich   | Zurich    | 7e    | Marathon         | 2 h 16 min 25 s |
| 2008  | 20 km de Lausanne    | Lausanne  | 1er   | 20 kilomètres    | 1 h 2 min 52 s  |
| 2008  | Greifenseelauf       | Uster     | 3e    | Semi-marathon    | 1 h 5 min 31 s  |
| 2008  | Marathon de Genève   | Genève    | 1er   | Marathon         | 2 h 14 min 23 s |
| 2008  | Marathon de Tunis    | Tunis     | 2e    | Marathon         | 2 h 22 min 42 s |
| 2009  | Marathon de Zurich   | Zurich    | 3e    | Marathon         | 2 h 10 min 21 s |
| 2009  | Greifenseelauf       | Uster     | 2e    | Semi-marathon    | 1 h 5 min 52 s  |
| 2009  | Morat-Fribourg       | Fribourg  | 3e    | Course populaire | 53 min 55 s     |
| 2009  | Marathon de Gyeongju | Gyeongju  | 3e    | Marathon         | 2 h 12 min 2 s  |
| 2010  | Greifenseelauf       | Uster     | 2e    | Semi-marathon    | 1 h 5 min 7 s   |
| 2010  | Morat-Fribourg       | Fribourg  | 3e    | Course populaire | 54 min 30 s     |
| 2010  | Marathon du Tessin   | Tenero    | 1er   | Marathon         | 2 h 20 min 32 s |

### Course en montagne
| no  | masculin          | Course                  | Longueur | Départ            | Temps           |
| --- | ----------------- | ----------------------- | -------- | ----------------- | --------------- |
| 2e  | Médaille d'argent | Thyon-Dixence           | 16,35 km | 6 août 1995       | 1 h 11 min 4 s  |
| 2e  | Médaille d'argent | Thyon-Dixence           | 16,35 km | 4 août 1996       | 1 h 11 min 21 s |
| 1re | Médaille d'or     | Sierre-Zinal            | 31 km    | 11 août 1996      | 2 h 41 min 5 s  |
| 2e  | Médaille d'argent | Sierre-Zinal            | 31 km    | 10 août 1997      | 2 h 40 min 17 s |
| 1re | Médaille d'or     | Marathon de la Jungfrau | 42,2 km  | 8 septembre 2002  | 2 h 53 min 28 s |
| 2e  | Médaille d'argent | Marathon de la Jungfrau | 42,2 km  | 6 septembre 2003  | 2 h 53 min 28 s |
| 2e  | Médaille d'argent | Marathon des Grisons    | 42,2 km  | 26 juin 2004      | 3 h 34 min 49 s |
| 1re | Médaille d'or     | Marathon de la Jungfrau | 42,2 km  | 11 septembre 2004 | 2 h 59 min 30 s |
| 1re | Médaille d'or     | Marathon de la Jungfrau | 42,2 km  | 10 septembre 2005 | 2 h 59 min 21 s |
| 2e  | Médaille d'argent | Montée du Poupet        | 17,5 km  | 4 juin 2006       | 1 h 1 min 2 s   |
| 1re | Médaille d'or     | Marathon de la Jungfrau | 42,2 km  | 9 septembre 2006  | 2 h 59 min 34 s |
| 1re | Médaille d'or     | Montée du Poupet        | 17,5 km  | 31 mai 2009       | 1 h 0 min 47 s  |

## Records
| Épreuve       | Performance    | Date             | Lieu      |
| ------------- | -------------- | ---------------- | --------- |
| 3 000 m       | 8 min 38 s 95  | 17 mai 2003      | Lausanne  |
| 5 000 m       | 14 min 18 s 16 | 31 mai 2003      | Aarau     |
| 10 000 m      | 29 min 50 s 26 | 19 août 2000     | Delémont  |
| 10 km         | 28 min 59 s    | 30 novembre 2002 | Bâle      |
| 15 km         | 45 min 6 s     | 15 mars 2003     | Chiètres  |
| 10 miles      | 48 min 26 s    | 10 mai 2003      | Chiètres  |
| 20 km         | 1 h 2 min 52 s | 26 avril 2008    | Lausanne  |
| Semi-marathon | 1 h 3 min 24 s | 2 septembre 2001 | Altötting |
| Marathon      | 2 h 10 min 5 s | 26 octobre 2003  | Lausanne  |